# Amsterdam (film)
Amsterdam je historický dramatický film. Režie, scénáře a produkce se ujal David O. Russell. Natáčení probíhalo v Los Angeles od ledna do března roku 2021. Hlavní role hrají Christian Bale, Margot Robbie a John David Washington. Ve vedlejších rolích se objevují Chris Rock, Anya Taylor-Joy, Zoe Saldaña, Mike Myers, Michael Shannon, Timothy Olyphant, Andrea Riseborough, Taylor Swift, Matthias Schoenaerts, Alessandro Nivola, Rami Malek a Robert De Niro.
Premiéra proběhla dne 7. října 2022 ve Spojených státech amerických, v České republice proběhla dne 3. listopadu 2022. Film distribuuje společnost Falcon.

## Děj
Tři přátelé, doktor, zdravotní sestra a obhájce, se stanou hlavními podezřelými ve vraždě z 30. let.

## Obsazení
| Christian Bale        | Burt Berendsen (český dabing: David Novotný)                      |
| Margot Robbie         | Valerie Voze / Valerie Bandenberg (český dabing: Jolana Smyčková) |
| John David Washington | Harold Woodman (český dabing: Jacob Erftemeijer)                  |
| Alessandro Nivola     | detektiv Hiltz (český dabing: Marek Libert)                       |
| Andrea Riseborough    | Beatrice Vandenheuvel (český dabing: Anna Brousková)              |
| Anya Taylor-Joy       | Libby Voze (český dabing: Ivana Korolová)                         |
| Chris Rock            | Milton King (český dabing: Filip Švarc)                           |
| Matthias Schoenaerts  | detektiv Lem Getwiller (český dabing: Michal Jagelka)             |
| Michael Shannon       | Henry Norcross (český dabing: Martin Stránský)                    |
| Mike Myers            | Paul Canterbury (český dabing: Tomáš Juřička)                     |
| Taylor Swift          | Elizabeth Meekins (český dabing: Kateřina Peřinová)               |
| Timothy Olyphant      | Tarim Milfax (český dabing: Ludvík Král)                          |
| Zoe Saldana           | Irma St. Clair (český dabing: Andrea Elsnerová)                   |
| Rami Malek            | Tom Voze (český dabing: Jan Maxián)                               |
| Robert De Niro        | Gilbert Dillenbeck (český dabing: Petr Pospíchal)                 |
| Ed Begley Jr.         | Bill Meekins (český dabing: Luděk Čtvrtlík)                       |